# Tất (nước)
Tất (giản thể: 毕; phồn thể: 畢; bính âm: Bì) là một nước chư hầu từng tồn tại từ đầu thời Tây Chu đến đầu thời Xuân Thu trong lịch sử Trung Quốc, nghĩa là thời gian hiện diện của quốc gia này trên bản đồ chính trị ít nhất cũng phải trên dưới 300 năm. 

## Hình thành và phát triển
Theo ghi chép của các thư tịch cổ thì vua đầu tiên của nước này là Cơ Cao, ông là con thứ 15 của Chu Văn Vương Cơ Xương và là em khác mẹ với Chu Vũ Vương Cơ Phát. Cơ Cao theo cha và anh cầm binh đánh trận cũng lập được không ít công lao trong việc tiêu diệt nhà Ân, sau khi luận công ban thưởng ông được phân phong ở nước Tất - ngày nay thuộc thành phố Hàm Dương tỉnh Thiểm Tây. Con cháu đời sau của ông đều lấy tên đất phong làm họ, vì thế ông mới có tên gọi khác là Tất công Cao. Vùng đất này giáp với lãnh địa của các tộc Tây Nhung nên trách nhiệm của nước Tất là đảm bảo an ninh cho phên dậu phía Tây của nhà Chu. Thời thời kỳ Tất công Cao cai quản, nước Tất cường thịnh, đánh bật rất nhiều cuộc xâm lăng quấy nhiễu của Man tộc khiến cho Tây cương của nhà Chu một thời yên ổn.
Chu Vũ Vương làm vua được 4 năm thì qua đời, con là Chu Thành Vương Cơ Tụng thì còn quá nhỏ. Tất Công Cao đã phối hợp với Chu Công Đán và Triệu Công Thích giúp cháu bình trị thiên hạ, ngoài ra ông còn có công trong việc đánh dẹp "Tam Giám chi loạn" góp phần dứt hẳn nọc chuyện phục hưng nhà Ân của Vũ Canh. 

## Diệt vong
Sau khi Tất công Cao chết, các thế hệ sau kế nhiệm nối đời truyền quốc vẫn duy trì được trách nhiệm mà thiên tử giao phó. Nhưng đến vị vua cuối cùng do nhu nhược bất tài mà nước Tất bị diệt vong bởi người Tây Nhung, tóm lại đến thời Xuân Thu thì hầu như nước Tất đã đánh mất sự độc lập. Các bộ lạc người Tây Nhung nhân cơ hội quân Khuyển Nhung làm loạn Kiểu kinh cũng đưa binh ồ ạt tràn vào cướp phá lấn chiếm, nhà Chu còn mải lo cho mình chưa xong không thể ứng cứu nổi nước Tất khiến chẳng bao lâu nước này đã bị quân Tây Nhung nuốt trọn.

## Hậu duệ
Hậu duệ Tất Công Cao mất nước lưu lạc sang nước Tấn làm thứ dân sinh sống như bao người khác, đến đời Tất Vạn lập được chiến công hiển hách được Tấn Hiến Công thưởng cho đất Ngụy từ đó lại đổi thành họ Ngụy. Cuối thời Xuân Thu họ Ngụy trở thành một trong lục khanh chi phối quyền lực nước Tấn, sang đầu thời Chiến Quốc thì Ngụy Văn Hầu mới chính thức được thụ phong của thiên tử nhà Chu. Nước Ngụy tồn tại gần 200 năm thì bị nước Tần thôn tính, sau thời Tần Thủy Hoàng nước Ngụy có tái lập nhưng chỉ ít lâu thì đã tiêu vong.